# Jeździectwo na Letnich Igrzyskach Paraolimpijskich 2012
Jeździectwo na Letnich Igrzyskach Paraolimpijskich 2012 w Londynie rozgrywane było między 30 sierpnia – 4 września, w Greenwich Park.

## Kwalifikacje
Do igrzysk zakwalifikowało się 78 zawodników.

## Medaliści

### Konkurencje mieszane – indywidualne
| Konkurencja                              | Złoto               | Srebro            | Brąz             |
| Test mistrzowski – klasa Ia (szczegóły)  | Sophie Christiansen | Helen Kearney     | Laurentia Tan    |
| Test mistrzowski – klasa Ib (szczegóły)  | Joann Formosa       | Lee Pearson       | Josef Puch       |
| Test mistrzowski – klasa II (szczegóły)  | Natasha Baker       | Britta Näpel      | Angelika Trabert |
| Test mistrzowski – klasa III (szczegóły) | Hannelore Brenner   | Deborah Criddle   | Annika Dalskov   |
| Test mistrzowski – klasa IV (szczegóły)  | Michèle George      | Sophie Wells      | Frank Hosmar     |
| Test dowolny – klasa Ia (szczegóły)      | Sophie Christiansen | Laurentia Tan     | Helen Kearney    |
| Test dowolny – klasa Ib (szczegóły)      | Josef Puch          | Katja Karjalainen | Lee Pearson      |
| Test dowolny – klasa II (szczegóły)      | Natasha Baker       | Britta Näpel      | Angelika Trabert |
| Test dowolny – klasa III (szczegóły)     | Hannelore Brenner   | Deborah Criddle   | Annika Dalskov   |
| Test dowolny – klasa IV (szczegóły)      | Michèle George      | Sophie Wells      | Frank Hosmar     |

### Konkurencje mieszane – drużynowo
| Konkurencja                         | Złoto                                                                                | Srebro                                                                        | Brąz                                                                     |
| Test mistrzowski – Open (szczegóły) | Wielka Brytania · Lee Pearson · Sophie Wells · Deborah Criddle · Sophie Christiansen | Niemcy · Angelika Trabert · Britta Näpel · Steffen Zeibig · Hannelore Brenner | Irlandia · Eilish Byrne · James Dwyer · Geraldine Savage · Helen Kearney |

## Tabela medalowa
| Miejsce | Państwo         | Złoto | Srebro | Brąz | Razem |
| ------- | --------------- | ----- | ------ | ---- | ----- |
| 1.      | Wielka Brytania | 5     | 5      | 1    | 11    |
| 2.      | Niemcy          | 2     | 3      | 2    | 7     |
| 3.      | Belgia          | 2     | 0      | 0    | 2     |
| 4.      | Austria         | 1     | 0      | 1    | 2     |
| 5.      | Australia       | 1     | 0      | 0    | 1     |
| 6.      | Irlandia        | 0     | 1      | 2    | 3     |
| 7.      | Singapur        | 0     | 1      | 1    | 2     |
| 8.      | Finlandia       | 0     | 1      | 0    | 1     |
| 9.      | Dania           | 0     | 0      | 2    | 2     |
| 9.      | Holandia        | 0     | 0      | 2    | 2     |